# Homer barmanem
Homer barmanem (v anglickém originále Homer the Moe) je 3. díl 13. řady (celkem 272.) amerického animovaného seriálu Simpsonovi. Scénář napsal Dana Gould a díl režírovala Jen Kamermanová. V USA měl premiéru dne 18. listopadu 2001 na stanici Fox Broadcasting Company a v Česku byl poprvé vysílán 29. července 2003 na stanici ČT1.
V této epizodě se Vočko rozhodne zmodernizovat svůj bar. Nová podoba baru přiláká několik zákazníků, ale Vočkovi čtyři stálí zákazníci – Homer, Lenny, Carl a Barney – se cítí odcizeni. 
Jde o první epizodu, kterou napsal pro Simpsonovy Dana Gould. Díl o Homerově baru založil na svém vlastním otci, který si otevřel lovecký klub, aby mohl prodávat alkohol, aniž by musel získat licenci na prodej alkoholu. V epizodě se objevila hudební skupina R.E.M., která vystupovala sama za sebe. 
Po vydání třinácté série na DVD a Blu-ray se epizoda setkala se smíšenými ohlasy kritiků. 

## Děj
Poté, co Homer vypráví historku o Bartovi, který kope na zahradě díru bez zjevného důvodu, jen aby ji prohloubil a zvětšil, si Vočko stěžuje na jednotvárnost ve své hospodě. Vzpomene si na své dny strávené na univerzitě ve Swigmoru a rozhodne se tam vrátit pro inspiraci a přenechá Homerovi dočasné vedení baru. Na univerzitě Vočko vyhledá svého starého profesora, který umírá na rakovinu. Poté, co Vočkovi poradí, aby zmodernizoval svůj bar, se profesor utopí v univerzitním jezeře. Brzy je hospoda zrenovována Formicem, samozvaným „děkanem designu“, v luxusní noční klub přejmenovaný na „M“ a s postmoderní výzdobou. 
Homer a jeho baroví kamarádi Lenny, Carl a Barney zjišťují, že do nové, bohaté společnosti nezapadají a stýská se jim po starých hospodských zkušenostech. Homer se rozhodne přestavět svou garáž na novou hospodu pro sebe a své přátele. Mezitím se Vočko setká s duchem svého profesora a uvědomí si, že ani on nezapadá mezi novou klientelu, a odejde Homera hledat. Po příjezdu k Simpsonovým zjistí, že nový garážový bar se rychle stal velmi populárním, a dokonce v něm hraje alternativní rocková skupina R.E.M. 
Když je Homer Vočkem konfrontován s tím, že provozování baru v soukromém domě je nezákonné, tvrdí, že se ve skutečnosti jedná o lovecký klub, a odkazuje na sbírku zákonů, v níž se píše, že lovecký klub může poskytovat osvěžující nápoje. Vočko se do knihy podívá a zjistí, že klub musí provozovat lovecký sport, na což Homer prohlásí, že si krocana k večeři na Den díkůvzdání uloví, což Lízu velmi vyděsí. 
Homer se druhý den vydá krocana najít, ale Líza s Vočkem jeho kořist vyplaší pomocí píšťalky, která zní jako puma. Homer si však píšťalku splete se skutečnou pumou a omylem střelí Vočka do nohy. Poté, co se Homer omluví, se spolu s Vočkem, R.E.M. a zbytkem rodiny Simpsonových vrátí do Vočkovy hospody, která se vrátila ke svému původnímu vzhledu, aby si na Den díkůvzdání dali krocana, který je „celý z tofu a lepku“ a kterého obstaral ekolog Michael Stipe. Homer dokonce potvrdí své přátelství s Vočkem tím, že mu dá peníze do sklenice na spropitné.

## Produkce
V komentáři na DVD k této epizodě Gould říká, že když tým přemýšlel, jak epizodu začít, George Meyer řekl: „Líbí se mi, jak děti prostě vykopou díru.“. Homerův příběh končí tím, že čínský satelit špehuje Barta. To byl pokus Goulda napsat bizarní vtip ve stylu kolegy ze Simpsonových Johna Swartzweldera. Zápletku Vočka ve druhém dějství také vytvořil Meyer, který navrhl, aby barmanská škola, kterou Vočko navštěvuje, připomínala právnickou školu ze seriálu Papírová honička ze 70. let 20. století a aby profesor školy byl založen na profesorovi z tohoto seriálu.
Gould vzpomínal, jak si jeho otec otevřel lovecký klub a mohl prodávat alkohol, aniž by musel získat licenci na prodej alkoholu. To inspirovalo myšlenku Homerova klubu. Také znak „zkřížené rybářské hole a pušky“, který je vidět v Homerově garáži, je stejným znakem, který otec Goulda používal pro svůj lovecký klub. Homerův bar byl původně středobodem epizody, ale stal se až třetím dějstvím, když scenáristé přišli s rekonstrukcí Vočkova baru a udělali z ní hlavní dějovou linii.
V epizodě hostovala alternativní rocková skupina R.E.M., která si zahrála sama sebe. „Bylo nám řečeno, že R.E.M. jsou velkými fanoušky seriálu,“ uvedl výkonný producent a showrunner epizody Mike Scully a dodal, že jejich vystoupení v epizodě bylo „docela na poslední chvíli“. Na rozdíl od The Who, kteří se objevili v epizodě Příběh dvou Springfieldů, R.E.M. nechtěli, aby byl v epizodě oživen jejich bývalý bubeník Bill Berry. Bubeník, kterého v epizodě viděli, byl místo toho nakreslen tak, aby se podobal jednomu z jejich tehdejších session bubeníků. Vočkova profesora na univerzitě ve Swigmore namluvil stálý seriálový dabér Dan Castellaneta, mimo jiné hlas Homera. Formica, který renovoval Vočkovu hospodu, ztvárnil Hank Azaria, který v seriálu namluvil také Vočka a několik dalších postav.

## Kulturní odkazy
Univerzita Swigmore, kterou Vočko v epizodě navštěvuje, je parodií na Skidmore College. Profesor působící na Univerzitě Swigmore je založen na profesoru Charlesi W. Kingsfieldovi Jr. z Papírové honičky. Umírající profesor vstupující do jezera je odkazem na film Byl jsem při tom, v jehož závěru se ukáže, že pan Chance umí chodit po vodě. Vočkův nový bar „M“ je parodií na luxusní butikový hotel W New York Union Square, který Gould kdysi navštívil. Monitory zobrazující oční bulvy jsou založeny na podobných dekoracích, které se nacházejí ve výtazích v hotelu St Martin's Lane, kde štáb Simpsonových pořádal festival Simpsonových. Vrátný před barem „M“ byl vymodelován podle tvůrce speciálních efektů a herce Grega Nicotera. Tanec, který Homer, Carl a Lenny předvádějí ve Vočkově baru, je převzatým tancem z komediálně-dramatického filmu Divoké kočky, v němž tanečníci vystupovali na barovém pultu, podobně jako Homer, Carl a Lenny v této epizodě.

## Přijetí
V původním americkém vysílání 18. listopadu 2001 sledovalo epizodu podle agentury Nielsen Media Research 14,5 milionu diváků, což z ní učinilo nejsledovanější televizní pořad v daném vysílacím čase. Mezi dospělými diváky ve věku 18 až 49 let dosáhla epizoda ratingu 7,1/17, což znamená, že ji vidělo 7,1 % populace ve věku 18 až 49 let a 17 % lidí v této demografické skupině, kteří v době vysílání sledovali televizi. Dne 14. září 2004 byl díl Homer barmanem vydán spolu s epizodami Světák Homer, Panská rodina a Sportovní neděle na sadě DVD s názvem The Simpsons – Gone Wild: The Thirteenth Season DVD and Blu-ray set, vydané dne 24. srpna 2010.
Jennifer Malkowski z DVD Verdict udělila epizodě hodnocení C− a označila ji za „vlažný remix předchozích simpsonovských zápletek.“
Ron Martin ze serveru 411Mania označil zápletku za „nenápaditou“ a uvedl: „Předpokládám, že existuje jen tolik epizod, které můžete absolvovat, než se Vočko bude muset zmodernizovat tím nejodpornějším způsobem“.
Recenzent IGN R. L. Shaffer napsal, že díly Homer barmanem, Křeslo pro Homera, Stařec a hoře a Sladkosti a zahořklá Marge patří k nejhorším epizodám celého seriálu.
Colin Jacobsson z DVD Movie Guide však napsal, že i když se epizoda příliš podobá epizodě U ohnivého Vočka ze třetí série, epizoda „funguje poměrně dobře“. Celkově epizodu ohodnotil příznivě a označil ji za „jednu z nejlepších epizod roku“.
Adam Rayner z Obsessed With Film napsal, že příběh byl „vyprávěn velmi dobře a nadále ukazoval sílu postavy Vočka, který se v následujících letech stal pro seriál jednou z mála skutečně vtipných postav“.
Casey Broadwater z Blu-ray.com označil epizodu za jednu z nejlepších v sezóně a Aaron Peck z High-Def Digest uvedl, že epizoda patří k jeho osobním oblíbeným.
V roce 2007 Simon Crerar z The Times zařadil vystoupení R.E.M. mezi třiatřicet nejvtipnějších cameí v historii seriálu.
Andrew Martin z Prefix Mag označil v roce 2011 R.E.M. za desátého nejoblíbenějšího hudebního hosta v Simpsonových z deseti.